# Élections générales espagnoles de 1979 dans les Asturies
Les élections générales espagnoles de 1979 se sont tenues le 1er mars 1979.

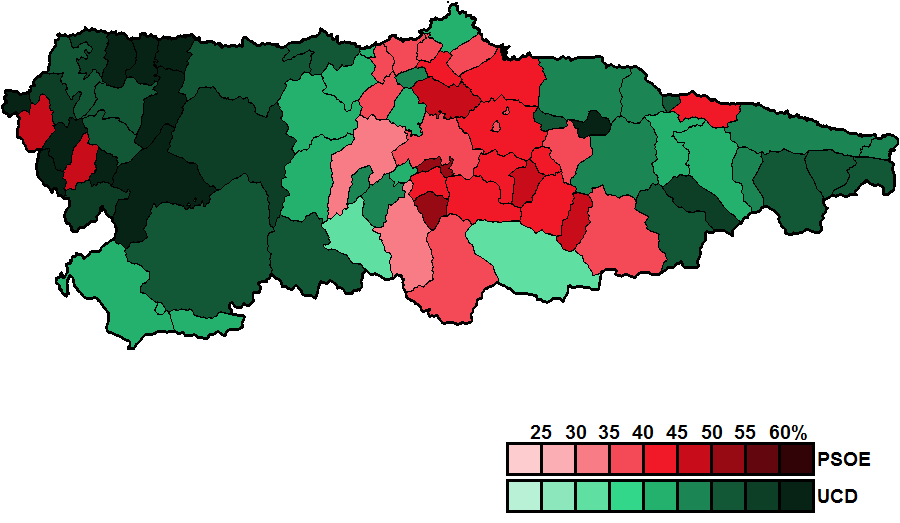
Résultats par municipalité.